# Gerrit van der Veen
Gerrit van der Veen (Ámsterdam, 26 de noviembre de 1902-Overveen, 10 de junio de 1944) fue un escultor de los Países Bajos y un líder de la resistencia neerlandesa durante la Segunda Guerra Mundial.

## Familia

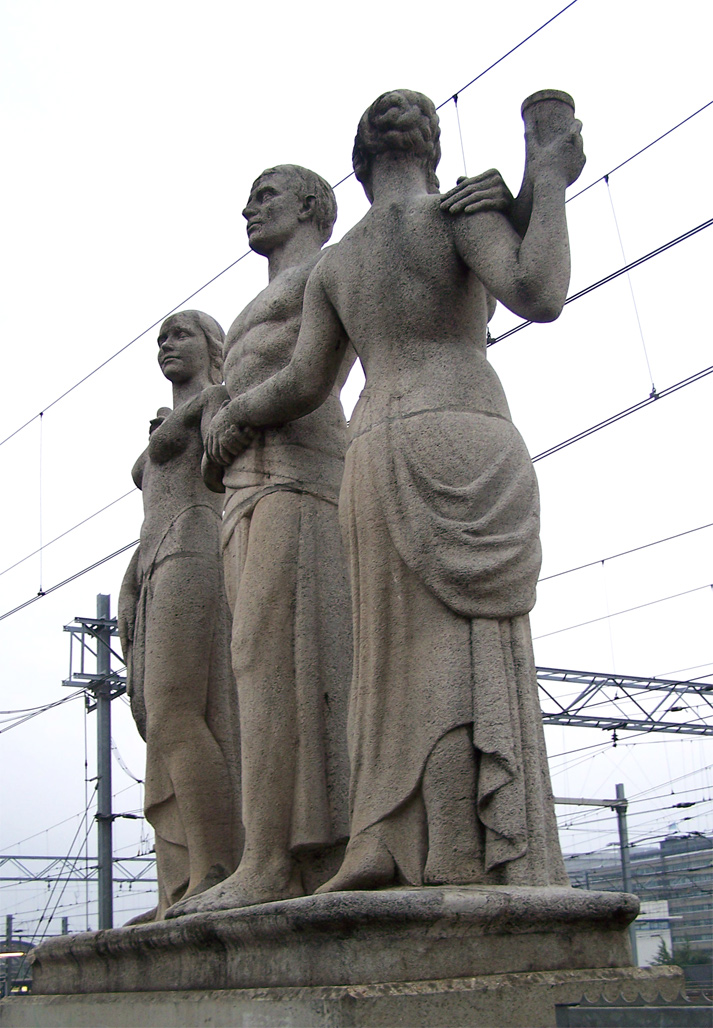
La composición "La Tierra de los Eendracht", diseñado por Gerrit van der Veen, tallado por el escultor neerlandés G.W. Harmsen. La imagen se encuentra a partir de 1940 sobre el Viaducto Leidseveer en Utrecht. Fue su última escultura.

Van der Veen fue uno de los dos hijos del carnicero Gerrit Jan van der Veen y Dorotea Lorenz. Se casó el 25 de noviembre de 1931 con Adriana Louise van der Chijs (1909-1997), que se llamaba Louise van der Veen-van der Chijs.
Tuvieron dos hijas. Un hijo resultado de una relación extramarital de Adriana con Gustave Rübsamen, que recibió el nombre del futuro marido de su madre  (Gerrit-Jan),fue el médico de Wolffensperger. Una de sus hijas fue la  fotógrafa Gerda van der Veen (1935-2006), quien estuvo  casada con el fotógrafo y director Ed van der Elsken. Su hija mayor, Louise van der Veen (1933 -....) más tarde fue alabada como artista; tanto sus pinturas como varias de sus esculturas se encuentran en circulación en los Países Bajos e Italia. Hasta la fecha, Louise todavía sigue pintando cuadros a pequeña escala en su casa de Hilversum.
Van der Veen tenía un hermano mayor, Christoph Friedrich Gottlieb van der Veen, (1901-1972), apodado "Gob", que también gozaba de fama como artista. Gob van der Veen, se casó el 3 de septiembre de 1931 con Femia Johanna de Boer.

## Segunda Guerra Mundial
En la  Guerra el escultor Van der Veen se negó a unirse a la Cámara de Cultura neerlandesa  establecida por los alemanes. Se convirtió en el líder de un grupo de acción en contra de esta sala, con el resultado de que pronto fue arrestado. Después de su liberación se escondió. El resto de su vida la pasó vagando por Ámsterdam, de un escondite a otro. Fue muy activo en la resistencia.

## Centro de tarjetas de identidad
Van der Veen organiza la Central de tarjetas de identidad en la que  puede poner en orden la identidad de las personas. Se modificó la identidad de 80 000 personas con los impresos realizados por  Frans Duwaer. Durante la guerra con estas actividades se evitó que las fuerzas de ocupación arrestasen  a miles de personas que lograron escapar.

## El ataque contra el registro de la población de Ámsterdam
En Ámsterdam fue muy fácil para los ocupantes detectar a las personas a través de los bien organizados registros oficiales municipales de personas (bevolkingsregister, ahora gemeentelijke basisadministratie). Van der Veen, por lo tanto decidió junto con Willem Arondeus, Rudi Bloemgarten, Johan Brouwer, Sam van Musschenbroek, Coos Hartogh, Henri Halberstadt, Karl Gröger, Auguste Chrétie Reitsma, Koen Limperg, Sjoerd Bakker, Cornelis Leende Barentsen, Willem Beck, Cees Honig y Cornelis Roos, volar la construcción del registro de población de la Plantage Middenlaan. El ataque tuvo lugar el 27 de marzo de 1943. El ataque tuvo éxito en parte, hubo un incendio y el fuego se extinguió deliberadamente mal. El 15% de los registros fueron destruidos, pero no había un duplicado en La Haya. Algunos miembros del grupo de la resistencia fueron detenido. Van der Veen  fue el único que  continuó retenido por los alemanes. Junto a la puerta de la dirección de Plantage Kerklaan 36 existe una placa conmemorativa en memoria de aquellos que pusieron en riesgo sus vidas.

## Detención e ingreso en la prisión de Ámsterdam
En la madrugada del martes 2 de mayo de 1944 se fue, junto con algunos otros miembros de la resistencia a la cárcel en la Weteringschans, donde permanecían  sus amigos. Un guardia en la conspiración dejó la puerta abierta. Van der Veen fue sorprendido por un vigilante, sacó su arma y le disparó. El disparo alarmó a los guardias. En el caos que se produjo después, Van der Veen fue alcanzado por dos balas, que paralizaron  sus piernas. Logró escapar, pero dos semanas más tarde era detenido en su escondite - un edificio en el Prinsengracht, donde se estableció  El editor Spieghel. En junio de 1944, Van der Veen fue muerto por un tiro en las dunas de Overveen .

## Honores

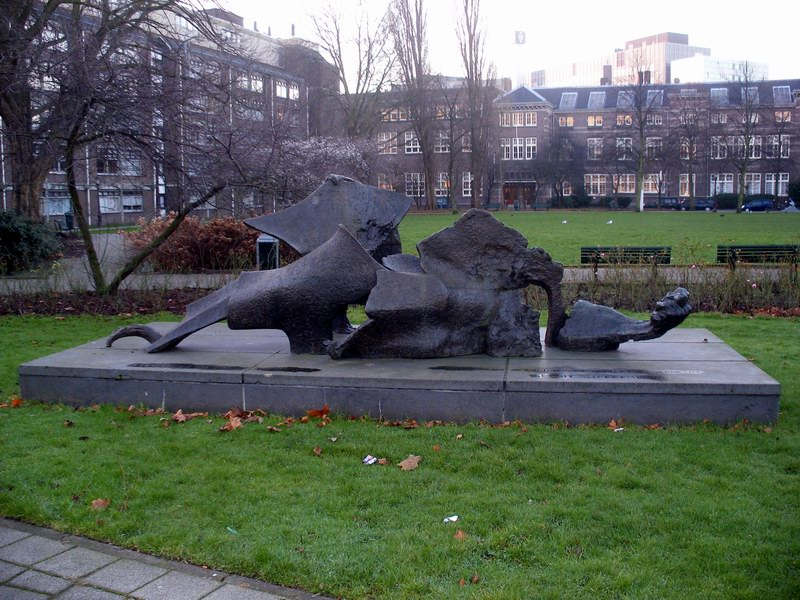
Escultura "Kunstenaarsverzet 1940-1945" (resistencia de los artistas) por Carel Kneulman en 1973 en el Plantage Middenlaan de Ámsterdam en memoria a Gerrit van der Veen

Después de la guerra, la famosa sede de la Sicherheitsdienst (SD) en Euterpestraat volvió a utilizarse como escuela. Tanto la escuela como las calles fueron renombrados por los héroes de la resistencia ejecutados: la escuela se llama ahora Gerrit van der Veen College y la calle Euterpe fue rebautizada como  Gerrit van der Veenstraat. En 1946 fue concedida a Van der Veen, a título póstumo, la Cruz de la Resistencia.
En 2003, Gerrit Jan van der Veen  recibió póstumamente de manos de sus conciudadanos judíos la Yad Vashem, en honor por sus logros como no-Judío. El premio fue presentado en el Colegio  Gerrit van der Veen por el embajador de Israel. Asistiendo los hijos, nietos y bisnietos del héroe de la resistencia.